# Stefan Holmström (fotbollsspelare)
Bert Stefan Holmström, född 25 september 1960, död 22 april 2021, var en svensk fotbollsspelare. 
Han föddes på Alnö och Alnö IF också var hans moderklubb. År 1984 gick han till GIF Sundsvall och var med om att ta klubben från division 3 till Allsvenskan på två säsonger, 1985–1986. 
Han spelade sedermera 24 allsvenska matcher för GIF Sundsvall åren 1987–1989 och gjorde sitt enda allsvenska mål i 6-2-segern mot Elfsborg 1987.
Han rundade av karriären som spelande tränare i Haga Boys, i Medelpads lägre fotbollsserier.
Stefan Holmström är gravsatt i minneslunden på Sundsvalls Gustav Adolfs kyrkogård.

## Klubbar
- Alnö IF (moderklubb)
- GIF Sundsvall
- Haga Boys IF